# Dichapetalum perrieri
Dichapetalum perrieri är en tvåhjärtbladig växtart som beskrevs av Descoings. Dichapetalum perrieri ingår i släktet Dichapetalum och familjen Dichapetalaceae. Inga underarter finns listade i Catalogue of Life.